# Реестровое казачество

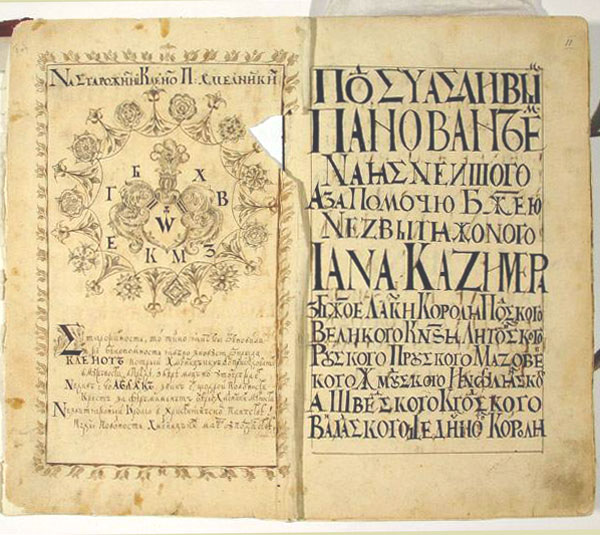
Титульный лист реестра Войска Запорожского 1649 года, в который было вписано 40000 казаков. На первой странице герб гетмана Богдана Хмельницкого и полный титул короля Речи Посполитой — Яна II Казимира

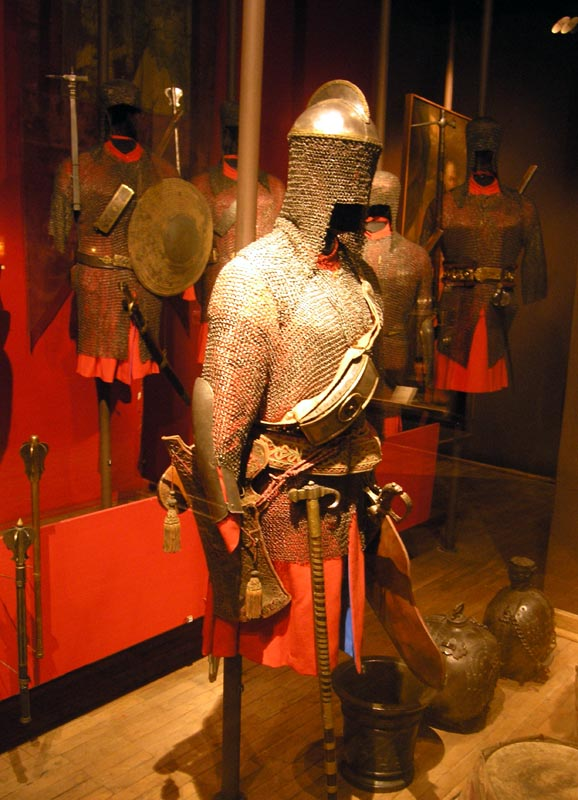
Кольчужный панцирь с мисюркой был обычным доспехом австро-венгерских гусар до реформы Стефана Батория, носился в Польше бедными гусарами. Позднее подобные доспехи носились отборными частями реестровых казаков, именовашимися панцирными казаками

Реестровое казачество или приписное казачество, Реестровые казаки, Регистровые казаки — часть казаков Поднепровья, принятых Польско-литовской республикой на государственную военную службу для организации охраны и обороны южных границ польско-литовского государства и выполнения полицейских функций (в Речи Посполитой, прежде всего, против остальных казаков), позже в Его Царского Пресветлого Величества Войско Запорожское.
Служба реестровых казаков была организована в Его Королевской Милости Войске Запорожском, состав которого регламентировался правительственным списком (реестром). Обязанности, плата за службу и привилегии реестровых казаков определялись сеймом и королём Речи Посполитой. Реестровые казаки были выделены в отдельное сословие. После восстания Хмельницкого Его Королевской Милости Войско Запорожское с его землями в полном составе, с сохранением привилегий, принято в русское подданство и перешло на военную службу к русскому царю.
Запорожские казаки, не находившиеся на государственной службе, среди населения назывались низовыми, сечевыми или нереестровыми и составляли, собственно, Запорожскую Сечь, со своим войском, именовавшимся Войско Запорожское Низовое, в отличие от реестрового Войска Запорожского, часто называемого также Войском Запорожским городовым).

## Образование реестрового казачества

### Цели
План создания «реестрового казачества» возник в 1524 году, во времена правления великого князя литовского и короля польского Сигизмунда I. В это время правительство было озабочено ростом своевольного, никому не подчинявшегося казацкого населения Низа Поднепровья.
В другом источнике указано, что реформа, произведённая Стефаном Баторием (точная дата её неизвестна, а грамота 1576 года, приведённая в одном из универсалов Хмельницкого, не обладает признаками достоверности), выделяла из украинского населения 6000 семейств в свободное казачье сословие и, дозволяя им выбирать своих полковников и старшего, ставила их в непосредственную зависимость от коронного гетмана. С проведением этой реформы запорожское казачество составило бы милицию, незначительную по числу, а остальное население было бы обращено в крепостную зависимость.
Сеймом обсуждались два варианта отношений с казачеством: первый − организация реестрового войска для защиты южных границ и выполнения полицейских функций, и второй − уничтожение всех казаков.
Вот пример размышлений по этому вопросу в 1618 году известного польского публициста Пальчовского в его книге: «О козаках — уничтожить их или нет?» Автор даёт ответ отрицательный; по его мнению, истребить казаков бесчестно, бесполезно и невозможно. Бесчестно: это значит истребить христиан, тогда как Украйна при дворах европейских считается единственною оградою христианства от турка. Бесполезно: вместо соседей казаков будем иметь турок и татар, что лучше? Невозможно: ещё при короле Стефане хотели истребить казаков, да отложили намерение за невозможностью, а тогда казаков было гораздо меньше, чем теперь.
Из-за отсутствия финансов в казне проект не состоялся, но идея использовать низовых казаков для защиты южных окраин государства осталась. Во второй половине 1560-х годов правительство снова вернулось к старым планам.

### 300 казаков
Грамота Сигизмунде II Августе от 5 июня 1572 года, переданная на Запорожье, предлагала запорожцам поступать на королевскую службу для несения охранной службы и полицейских обязанностей. Король подтвердил распоряжение коронного гетмана Ежи Язловецкого о наборе 300 казаков на государственную службу, в другом источнике указано, что в 1572 году, при Сигизмунде II Августе, гетман Язловецкий организовал часть казачества в пограничную милицию «регистровых» (реестровых), с королевским жалованьем и управлением «старшего». Одним из самых важных пунктов этого решения было назначение шляхтича Яна Бадовского старшим и судьей над низовыми казаками. Установление особого административного и судебного производства для реестровых казаков имело целью организацию контроля над всем казачеством. Ян Бадовский с помощью принятых на службу казаков должен был удерживать остальных (нереестровых) казаков от действий, которые противоречили бы государственным интересам. Набирали в реестр, главным образом, зажиточных крестьян королевских имений и мелких украинских шляхтичей. После организации реестрового войска правительство стало признавать казаком только того, кто был вписан в реестр. За всеми другими власти не признавали не только казацких прав, но и самого названия «казак». Реестровцы обязаны были отбывать службу в Южном Поднепровье, по преимуществу за порогами. Там, на пограничье, они обязывались выставлять залогу (гарнизон). Реестровое войско стало именоваться в официальных актах «Его Королевской Милости Войском Запорожским».
Называя так реестровцев, польское правительство подчёркивало, что все остальные казаки, прежде всего принадлежащие к Запорожской Сечи, были поставлены вне закона..
Таким образом, с этого времени стало существовало два войска, каждое из которых называлось «Запорожским». Современники, чтобы избежать путаницы, стали именовать вольное казачество за порогами «Войском Запорожским низовым».
Так появилось новое сословие в Речи Посполитой − казацкое. Казачество получило права и привилегии, и даже казаки, временно внесенные в реестр, пользовались этими привилегиями («казацкие вольности»).
Однако, несмотря на то, что реестровые казаки юридически считались сословной группой, за которой закон закреплял определённые права и преимущества, в действительности, это было далеко не всегда так. Старостинская администрация и местная шляхта не признавали за ними казацких прав, заставляли отбывать разные повинности, платить всевозможные сборы, отнимали имущество, подвергали их таким же притеснениям и унижениям, как и своих подданных. Сплошь и рядом нарушались права казацкой старшины, которую старосты и шляхта всячески игнорировали, ущемляли её экономические интересы: стесняли в праве торговать, держать промыслы, корчмы. Что же касается правительства, то оно всегда придерживалось одной политики: когда появлялась нужда в войске, оно призывало крестьян вступать в реестр, а когда такая нужда исчезала, исключало новых казаков из списков.

### Присяга
Казаки давали присягу на верность королю, согласно которой они должны были отражать набеги татар на территорию Речи Посполитой, участвовать в войнах и в полицейских акциях − подавлять выступления крестьян и вольных казаков.
Фрагмент из текста присяги 1621 года:
…повиноваться, выполнять все приказы и постановления его королевской милости, пресекать всякое неподчинение и своеволие, а также, ни лично, ни через кого-либо выступать против турецкого султана, ни на суше, ни на море, кроме как по приказу его королевской милости Речи Посполитой, если же кто-нибудь захочет такое сделать, а я про это прознаю, то обязан буду предупредить короля и гетманов, и сам того буду карать, выполняя свою повинность
Присяга, данная старшим Войска Запорожского Михаилом Дорошенко, 1625 год:
Я, Михайла Дорошенко, клянусь господу богу, в троице святой единому, что пресветлейшему королю польскому Сигизмунду III и его наследникам и Республике Польской в сей должности моей, согласно воле его королевского величества, во всем верность и повиновение сохранять буду, соблюдая во всем повеления его королевского величества и республики, укрощая всякое своеволие и непослушание, а именно: ни я сам, ни посредством других против турецкого императора, ни сухим путём, ни морем, не буду ходить и воевать, разве только по повелению его королевского величества и республики. Напротив того, если б кто из войска его королевского величества, мне вверенного, или же кто со стороны вознамерился то сделать и я про то знал бы, то обязываюсь доносить об этом его королевскому величеству и коронному гетману и таковым нарушителям королевского повеления сопротивляться. Никаких полчищ собирать и созывать без соизволения его королевского величества не буду, и даже таковые, по обязанности моей, стану преследовать; а также все условия, в самомалейших пунктах в бумагах панов комиссаров на Медвежьих Лозах прописанные, я со всею моей дружиною исполнять буду

### Старший Войска Запорожского
В Речи Посполитой титулом гетман именовались высшие должностные лица армии Королевства Польского и Великого княжества Литовского (см. Гетманы Речи Посполитой). В официальной государственной терминологии в отношении реестровых казаков чаще использовалось понятие Старшего Войска Запорожского, а термин «гетман» регулярно стал использоваться начиная с Богдана Хмельницкого, которого именовали «Гетман Его Королевской Милости Войска Запорожского». После заключения Переяславского договора гетман реестровых казаков стал именоваться «Гетман его царского пресветлого величества Войска Запорожского».
Вначале, при создании Войска Запорожского старший реестрового войска назначался великим коронным гетманом и утверждался королём. Его назначение всегда было предметом торга между казаками и королевской властью. Были годы, когда сами казаки выбирали старшего, но чаще власть отменяла всякую выборность в войске и назначала своего старшину. Например, с 1638 года, после принятия «Ординации Войска Запорожского реестрового, которое пребывает на службе в Речи Посполитой»), строго запрещалось выбирать старшего из казацкой среды, вместо него назначался королевский комиссар из шляхетства по рекомендации великого коронного гетмана и польного коронного гетмана, утвержденный сеймом. Остальные чины войска должны были также быть исключительно шляхетского происхождения.

В 1696 году киевский воевода князь Барятинский получил от стародубского жителя Суслова письмо, в котором тот пишет: 
Начальные люди теперь в войске малороссийском все поляки. При Обидовском, племяннике Мазепы, нет ни одного слуги казака. У казаков жалоба великая на гетманов, полковников и сотников, что для искоренения старых казаков, прежние вольности их все отняли, обратили их себе в подданство, земли все по себе разобрали. Из которого села прежде на службу выходило казаков по полтораста, теперь выходит только человек по пяти или по шести. Гетман держит у себя в милости и призрении только полки охотницкие, компанейские и сердюцкие, надеясь на их верность и в этих полках нет ни одного человека природного казака, все поляки…
С образованием реестрового казачества к концу XVI века сформировалось два казачьих центра: один в Запорожской Сечи, считавшейся очагом свободного казацкого движения, второй в Трахтемирове, базе реестровых казаков, служивших польской короне.

## Привилегии реестровых казаков

### Привилегии, дарованные королём
Реестровые казаки, в отличие от остальных, считавшихся в Речи Посполитой холопами, получили некоторые привилегии, их приравнивали к безгербовой шляхте (без политических прав). Реестровым казакам польским королём были предоставлены войсковые знаки, регалии и атрибуты власти казачьего войска, называемые клейнодами. Оплата за службу производилась деньгами, одеждой и военными припасами.
Содержание реестровых казаков для королевской казны было выгоднее, чем наёмных войск. Так, расходы на 6 тыс. казаков были меньше, чем на 600 наёмных пехотинцев.
Несмотря на это, польская шляхта ненавидела запорожских казаков за их своеволие и только от крайней нужды искала с ними согласия и помощь в военных и полицейских акциях.
1577 год, из письма от короля к крымскому хану: «Мы их не любим и не собираемся беречь, даже наоборот, собираемся ликвидировать, но в то же время не можем держать там (за порогами) постоянно войско, чтобы им противодействовать»
Борьба за свои привилегии, так же как и за права, велась реестровыми казаками постоянно, практически с первых дней образования реестра. Казаки добивались:
- увеличения численности реестрового войска и оплаты за службу;
- права выбора старшего (гетмана) реестра;
- права выбора полковников, писарей и урядников;
- права проживания не только в королевских и помещичьих имениях, но и в Запорожье;
- права независимого казацкого судопроизводства;
- права наниматься на военную службу к другим христианским монархам
- права на греческую веру (православную);
- права на землепользование;
- освобождение от налогов и других повинностей (за исключением военной службы)

Все перечисленные права и привилегии в зависимости от политической ситуации в стране и от внешних угроз то предоставлялись, то снова ликвидировались польским сеймом.

### Привилегии, дарованные царем
В 1654 году, при подписании Переяславского договора, русским царем были также подтверждены все привилегии, дарованные реестровому казачеству польским королём, и даны новые. Царь обязался выплачивать жалованье казацкой старшине и не вмешиваться во внутренние дела казачества, сохранял местную казацкую администрацию и обязался защищать Войско Запорожское от притязаний Польши. Численность реестра утверждена в количестве 60 000 человек.
В то же время реестровое казачество обязано было направлять налоги в царскую казну и воевать вместе с царем против его врагов. Царь ограничил самостоятельные дипломатические контакты реестрового гетмана с Крымским ханством, Турцией и Польшей, оставив их свободными с другими государствами.

## Хронология соглашений с казаками в Речи Посполитой

#### Универсал Сигизмунда II Августа 1572 года
Согласно универсалу Сигизмунда II Августа от 1572 года, реестровые казаки освобождались от уплаты налогов, получили независимость от местной администрации и имели самоуправление со своей «казацкой старшиной». В грамоте короля Стефана Батория не было прямого указания на оплату службы казаков землей, но запись в реестре давала право на владение землей. В документах того времени зафиксированы передачи земли казацкой старшине. Со временем оплата землей использовалась чаще, так как пустующих земель на польской Украине было много, а казна скудела.

#### «Соглашение с низовцами» Стефана Батория 1578 года
После прихода к власти следующего после короля Сигизмунда II Августа Стефана Батория (1576) реестровое войско было распущено. Стефан Баторий не доверял запорожцам и видел в них больше вреда, чем пользы. Но уже в сентябре 1578 года король Стефан Баторий по универсалу «Соглашение с низовцами» увеличил состав реестра до 600 человек, а в 1583 — до 800. Казаки получили во владение земли от Чигирина до городка Трахтемиров в Киевском воеводстве. В Трахтемирове размещались войсковая скарбница (казна), архивы, арсенал, госпиталь, приют для бессемейных инвалидов. Король также вручил казакам клейноды (хоругвь, бунчук, булаву и войсковую печать). Одновременно король, боясь непослушных, своевольных казаков понизил их социальный статус − теперь старшим войска был назначен каневский и черкаский староста князь Михаил Вишневецкий, а его помощником — шляхтич Ян Оришевский. Запорожцы теперь присягали перед каневским и черкаским старостой. Плату за службу выдавал писарь-шляхтич на день святого Николая в Трахтемирове. Реформы Стефана Батория были направлены также на раскол казачества. Находясь на королевской службе, кроме военных обязанностей, казаки должны были выполнять полицейские функции и, прежде всего, по отношению к остальным казакам.

#### Куруковский договор 1625 г.
В 1625 г. было подавлено восстание Жмайло. В результате был подписан Куруковский договор, по которому численность реестра сокращалась до 6 тысяч, казаки обязались сжечь лодки и отказаться от морских походов, не поддерживать отношения с иностранными государствами и не вмешиваться в дела городских и замковых властей в волостях.

#### Смоленская война 1632 г.
В 1632 году связи с началом войны с Москвой король Владислав IV объявил расширенный набор в реестр, в результате чего численность реестра не ограничивалась.

#### Ординация войска Запорожского 1638 г.
В ноябре-декабре 1638 года казачья старшина и казачество подписали новые условия своих отношений с Речью Посполитой: ликвидировалась выборность гетмана и полковников, они заменялись назначенными королём комиссаром и полковниками из политически благонадежной шляхты. Навсегда запрещалось назначать старшим Войска Запорожского из числа лиц казацкого происхождения. Любой реестровый казак не мог посещать Запорожье без разрешения, выданного комиссаром. Таким образом, «Ординация» была направлена на превращение Войска Запорожского в послушный войсковой контингент для выполнения полицейских функций на Украине и обороны южных рубежей Речи Посполитой.
Артиллерия и клейноды передавались в руки комиссара. Подтверждался 6 тыс. реестр, соответствующий Куруковскому договору, разделённый на шесть полков. Все, кто не вошел в реестр, были переведены в мещане, с проживанием на пограничных королевских землях или в панских подданных (крепостных).
Запорожская Сечь объявлялась вне закона, на ней постоянно дислоцировался отряд реестровых казаков, который регулярно обновлялся, «чтобы они не успевали искуситься духом своеволия».

#### Зборовский договор, 1649 г.
Когда вспыхнула гражданская война на Украине, уже в битве при Желтых водах реестровцы перешли на сторону восставших. Вскоре начались переговоры между правительством и казаками, им удалось договориться об увеличении реестра до 40 тыс. чел. Также по Зборовскому договору правительство передало Киевское, Черниговское, Брацлавское воеводства под управление казацкой старшины. Однако, из-за продолжавшейся гражданской войны эти соглашения не вступили в силу.
В ходе Национально-освободительной войны все предыдущие земельные акты были отменены − земля стала собственностью Войска Запорожского. Б. Хмельницкий получил право раздавать землю «за службу». Первое, что сделал гетман — подтвердил прежнее право на землю монастырей и землевладельцев, которые служили в войске. Позже одной из форм платы за службу стала передача, в основном старшине, государственных или ранговых поместий.

## Численность реестрового казачества
Численность реестрового казачества менялась в зависимости от нужд Польской короны. В спокойные невоенные годы численность реестрового войска была невелика (см. ниже). Во время войны с врагами королевства, среди которых были Московское государство, Крымское Ханство и Оттоманская Порта, среди сечевых, низовых казаков проводился дополнительный набор.
Когда польское правительство нуждалось в боевом содействии казаков, оно допускало в казацкое ополчение всех, реестровых и нереестровых, но по миновании надобности вычеркивало, выписывало лишних из реестра, чтобы вернуть их в прежнее состояние.
Набирать было из кого. Профессор Киево-Могилянской академии Наталья Яковенко пишет, что по ревизии 1616—1622 гг. в степной части Украины было около 9-10 тыс. казацких дворов, то есть не менее 50-60 тыс. человек, которых считали казаками.

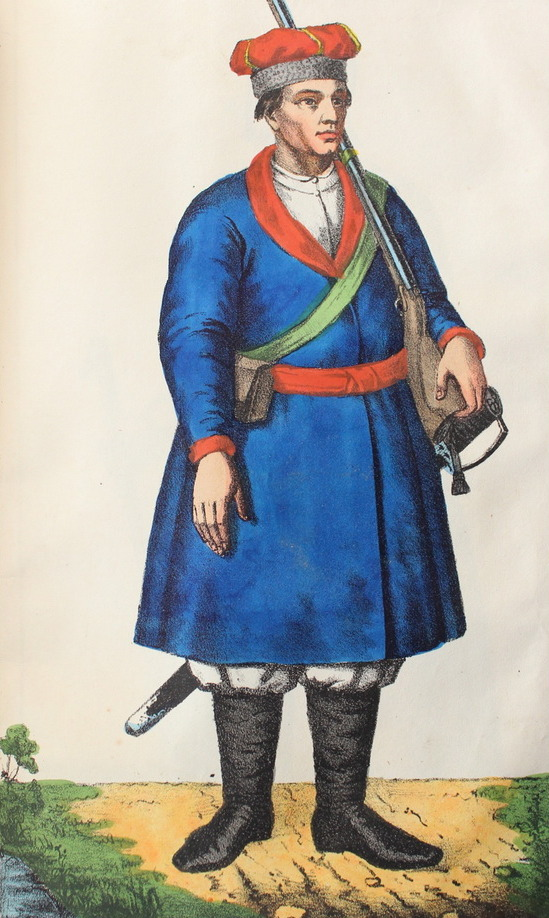
Худ. Т. Калинский. Украинский реестровый казак

- 1572 г. — 300 чел. по универсалу Сигизмунда II Августа[4],[13]
- 1578 г. — 500 чел.[26]
- 1583 г. — 600 чел. (при Стефане Батории)[26]
- 1590—1000 чел.[26]
- 1596 г. — решением польского сейма реестровое казачество было ликвидировано.
- 1600 г. — частично восстановлены права реестровых казаков, гетман Самойло Кошка добился отмены баниции[уточнить] у Сигизмунда III, казаки участвуют в походе на Молдавию
- 1602 г. — 4000 чел. (Ливонский поход)[4]
- 1609 г. — 50 000 чел. (осада Смоленска)[27]
- 1611—1613 г. — 30 000 чел.[27]
- 1617 г. — 1000 чел. утверждено польским сеймом[4]
- 1618 г. — 20 000 чел. (походы гетмана П. Сагайдачного) на Русское царство[4][27].
- 1619 г. — 3000[4]
- 1621 г. — 40 000 чел. (война с Оттоманской Портой, Хотинская битва)[4]
- 1623 г. — 5000 чел.[4]
- 1625 г. — 6000 чел. Старший реестра, полковник Михаил Дорошенко сформировал 6 реестровых полков: Белоцерковский, Каневской, Корсунский, Черкасский, Чигиринский, Переяславский[4].
- 1630 г. — 8000 чел. по Переяславскому договору[4][28].
- 1632 г. — не ограничивалась[уточнить]; кoроль Влaдислав IV, начиная войну с Россией, объявил расширенный набор в реестр[23].
- 1635 г. — 7000 чел.[4].
- 1637 г. — 6000 чел., реестр уменьшен после восстания Павлюка[4].
- 1649 г. — 40 000 чел. по Зборовскому договору (сеймом не утвержден)[4].
- 1651 г. — 20 000 чел. по Белоцерковскому договору.[источник не указан 4836 дней]
- 1654 г. — 60 000 чел. утверждено русским царём Алексеем Михайловичем[20].
- 1687 г. — 30 000 чел. при гетмане Мазепе.[источник не указан 4836 дней]
- 1782 г. — после ликвидации на Украине полково-сотенного строя реестровое казачество было отменено окончательно.[источник не указан 4836 дней]

Воспоминания запорожца.
… Их было записано 40 тысяч, они делились на 40 куреней, или деревень, каждая по 100 домов. Этот народ, составившийся из представителей различных соседних наций, жил на берегах Днепра против порогов и оттуда расселялся по необъятным степям влево от Ингульца. Они почитали за честь жить холостыми, и законы их запрещали им жить с женщинами, поэтому в их среде и не встречалось последних. Любой беглец из Турции, Греции, Польши, России находил у них приют и мог записаться в запорожцы, если только подчинялся их законам. …— Жильбер Ромм. Путешествие в Крым в 1786 г. — Ленинград: Издание Ленинградского государственного университета, 1941 г. - 79 с.
Одежда и вооружение реестровых казаков в XVIII веке:

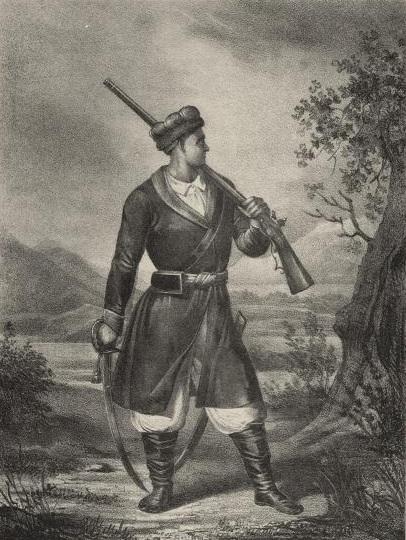
Казак реестровый или выборный
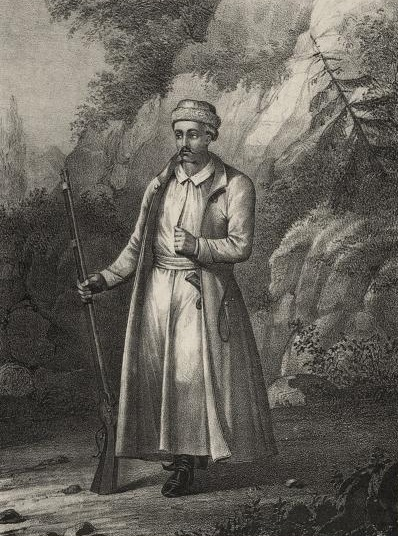
Казак-подпомощник
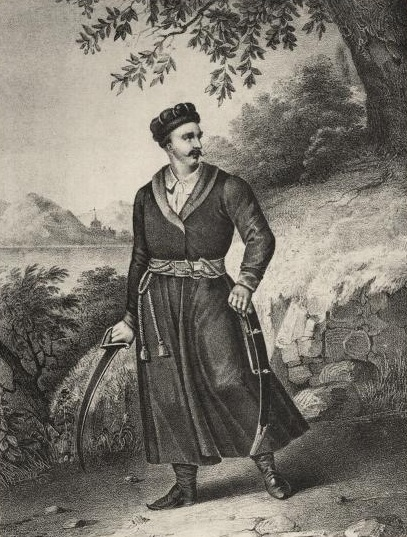
Сотник
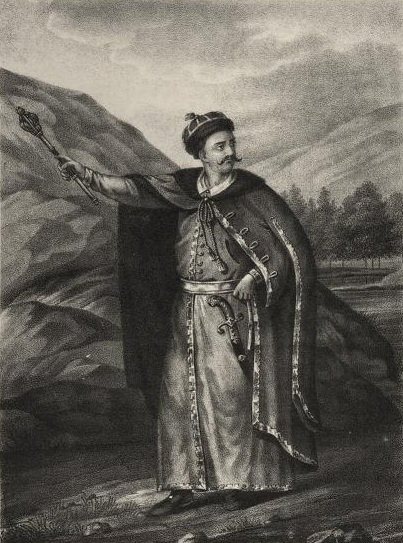
Полковник

### Национальный состав реестрового казачества
Из содержания реестра виден национальный состав Войска Запорожского. Большинство списка составляют украинские фамилии, которые указали своё происхождение из Киевского, Брацлавского и Черниговского воеводств, однако присутствуют имена представителей ещё 23 этносов: белорусские, великоросские (русские), литовские, польские и татарские. Согласно исследованиям этнического происхождения, по реестрам XVI ст. 45 % казаков были малоросами, около 40 % белорусами, чуть менее 10 % русскими, 5 % из центральной Польши, отдельные уроженцами Молдовы, Литвы, Сербии и Крыма.

## Привлечение «свободных» казаков в реестровые войска
Польское правительство придерживалось одной политики по отношению к казакам: когда появлялась нужда в войске, оно призывало крестьян вступать в реестр, а когда такая нужда исчезала, исключало новых казаков из списков. В военное время король приглашал сечевых запорожцев принять участие в военных действиях реестрового войска. Это впервые произошло при Стефане Батории. Во время Ливонской войны 1581—1582 годов с Московским государством, кроме отряда реестровых казаков (600 чел.), в походе принимали участие 4 тысячи казаков. После завершения похода на Псков все казаки получили оплату.
1618 год: при численности реестрового войска в 1 тыс. чел., в походе на Москву под началом старшего войска Петра Сагайдачного приняли участие 40 тыс. казаков. После завершения похода король остался доволен казаками, начались переговоры о расширении численности реестра до 3 тыс. чел.
Весной 1600 года встал вопрос о поддержке молдавского государя Еремии Могилы. После настойчивых посулов (хорошей платы) со стороны короля гетман Самойло Кошка согласился принять участие в молдавской экспедиции. Запорожцы попросили вернуть казацкие вольности, данные Стефаном Баторием, и просили их защищать перед несправедливостью местной госадминистрации.
Гетман Иван Куцкович с отрядом в 4000 человек принимал участие и в шведском походе. Соловьёв С. М. в «Истории России с древнейших времён» пишет:

Под 1603 годом: были козаки запорожские, какой-то гетман, именем Иван Куцка, с 4000 народа, брали приставство с волостей Боркулабовской и Шупенской, грошей коп 50, жита мер 500 и т. д. в том же году, в городе Могилеве Иван Куцка сдал гетманство, потому что в войске было великое своевольство: что кто хочет, то и делает; приехал посланец от короля и панов радных, напоминал, грозил козакам, чтоб они никакого насилия в городе и по селам не делали. К этому посланцу приносил один мещанин на руках девочку шести лет, прибитую и изнасилованную, едва живую; горько, страшно было глядеть; все люди плакали, богу-создателю молились, чтоб таких своевольников истребил навеки. А когда козаки назад на Низ поехали, то великие убытки селам и городам делали, женщин, девиц, детей и лошадей с собою много брали; один козак вел лошадей 8, 10, 12, детей 3, 4, женщин и девиц 4 или 3.
В 1618 году во время похода Сагайдачного на Москву его отряд имел численность 20 тыс. человек. Его поход тоже оставил недобрые воспоминания о жестокостях черкас и повсеместном разрушении православных храмов.